# Dhimal-Toto
Dhimal-Toto bildet eine kleine Untereinheit der bodischen Sprachen, die zu den tibetobirmanischen Sprachen gehören, einem Primärzweig des Sinotibetischen. Dhimal-Toto besteht aus den beiden nahverwandten Einzelsprachen Dhimal und Toto. Dhimal wird von 17.000 Menschen vor allem in Nepal (Jhapa-District, Mechi Zone), aber auch von einigen Hundert in Indien (Westbengalen) gesprochen, Toto von 20.000 in Westbengalen an der Grenze zu Bhutan.
Dhimal-Toto innerhalb des Sinotibetischen
- Sinotibetisch
  - Tibetobirmanisch
    - Bodisch
      - Dhimal-Toto

Dhimal-Toto ist als genetische Einheit generell anerkannt. Die Zugehörigkeit zum Bodischen ist nicht unumstritten. Van Driem 2001 betrachtet Dhimal-Toto als eine selbständige Gruppe innerhalb des Tibetobirmanischen.
Weitere Informationen in den Artikeln über die beiden Einzelsprachen.